# Пфистер, Мартин
Мартин Пфистер (нем. Martin Pfister; род. 31 июля 1963, Цуг, Швейцария) — швейцарский политический и государственный деятель, член партии Центр. С 1 апреля 2025 года — член Федерального совета Швейцарии и министр обороны, гражданской обороны и спорта Швейцарии.

## Биография
Мартин Пфистер родился 31 июля 1963 года в главном городе кантона Цуг Цуге. По окончании школы учился в Фрибурском университете где получил специальность историка. Изучал германистику, диссертацию писал о швейцарском (из кантона Цуг) политике Филиппе Эттере. Однако он бросил заниматься историей и перешёл в политику. Несмотря на рекомендацию своего профессора, Пфистер решил не продолжать академическую карьеру. В 2006 году он был избран в кантональный совет Цуга. В 2019—2020 годах он возглавил сам кантон Цуг, а в 2021—2022 годах возглавлял правительство кантона.
В январе 2025 года недавний президент Швейцарии Виола Амерд заявила о уходе из Федерального совета в марте месяце. Партия Центр начала искать замену в Федеральный совет страны. Было выдвинуто два кандидата: президент фермерского союза Швейцарии Мартин Руфер и Пфистер. Фаворитом выборов был Руфер, но 12 марта победу одержал Мартин Пфистер. Он же возглавит министерство которое возглавляла Амерд. 1 апреля Мартин Пфистер приступил к исполнению своих новых обязанностей.

## Личная жизнь
Мартин женат на Касильде Джакометти Пфистер, которая из Бразилии. У них двое своих детей, также они воспитывают двух детей супруги от первого брака.
Имеет звание полковника швейцарской армии и был начальником отдела по ликвидации последствий стихийных бедствий. Пара проживает в деревне Алленвинден.